# Новотроицкая волость (Уфимская губерния)
Новотроицкая во́лость, Ново-Троицкая волость — волость в Бирском уезде Уфимской губернии. Волостной центр — деревня Новотроицкое.
Ныне территория волости в составе Балтачевского,  Караидельском, Мишкинского районов Республики Башкортостан Российской Федерации.

## Флора и фауна
В пределах волости имеются мелкий (дровяной) лес, а по соседству находится строевой лес удельного ведомства, которым жители пользуются для построек.

## Состав
В волости на 1906 год волости 19 селений.
- Артакул
- Бирюбаш
- Даниловка (Космачова)
- Дубовкин
- Зольниковский
- Иткулинский (выселок)
- Казанский (выселок)
- Костылевский (выселок)
- Курачево
- Мало-Накарякова (Новоселка)
- Мало-Новотроицкая (Кособанова)
- Медянка
- Накаряково (Тузгуново)
- Новотроицкое — волостной центр
- Рефанды
- Уразаева (Юкачева)
- Урюш (Осоргино)
- Худяковский (Храмовский), выселок
- Шевяковка

## Население
На 1905 год жителей обоего пола 10653 душ.

## Инфраструктура
По справочнику 1906 года основой род занятий населения — земледелие. Более зажиточные крестьяне торгуют хлебом.